# Клематоклетра
Клематокле́тра (лат. Clematocléthra) — род листопадных лиан семейства Актинидиевые родом из Китая. Согласно базе данных POWO, на данный момент из всех описанных видов официально принят только один вид, Clematoclethra scandens (Franch.) Maxim., и четыре подвида.

## Ботаническое описание
Многолетние одревесневающие листопадные лианы.

Листя простые, от кожистых до плёнчатых, цельнокрайные, черешковые, на побегах расположены очерёдно. Листовые пластинки 30-60(100) мм в длину, черешки 10—25 мм. Форма листа изменчивая, от овальной до яйцевидной, с заострённой или оттянутой верхушкой. По краю с щетинками или игольчатыми выступами.

Цветки обоеполые, пазушные, одиночные или в рыхлых щитковидных соцветиях, белые, с запахом. Цветоножки короткоопушённые, прицветники (2 шт.) линейные или нитевидные. Околоцветник двойной, актиноморфный, пятичленный, 6—8 мм в диаметре.

Чашелистики овальные или яйцевидные, зелёные, по краю реснитчатые, остающиеся при плодах, 3×4 мм. Лепестки от округлых до овальных, 6×5 мм.
Тычинок по десять, сидящих на коротких расширенных к основанию тычиночных нитях. Пестик одиночный, состоящий из пяти сросшихся пестиков. Столбик длинный, пятибороздчатый, трубчатый, остающийся при плоде; рыльце маленькое, головчатое.

Завязь верхняя, округлая, пятигнёздная, с 8—10 семяпочками в каждом гнезде.

Плод сочный, округлый, пятибороздчатый, в созревшем виде матово-чёрный 5—6 мм, в ширину чуть больше, чем в длину.

Черешки листьев и молодые побеги от войлочно-опушённых до щетинчатых.

## Распространение
В природе род клематоклетра описан только для территории центрального и юго-восточного Китая.

## Классификация

### Виды
Clematoclethra scandens (Franch.) Maxim.

#### Подвиды
Clematoclethra scandens subsp. actinidioides (Maxim.) Y.C.Tang & Q.Y.Xiang

Clematoclethra scandens subsp. hemsleyi (Baill.) Y.C.Tang & Q.Y.Xiang

Clematoclethra scandens subsp. scandens

Clematoclethra scandens subsp. tomentella (Franch.) Y.C.Tang & Q.Y.Xiang